# Raj Bhavsar
Raj Bhavsar (Houston, 7 settembre 1980) è un ginnasta statunitense vincitore della medaglia di bronzo nel concorso a squadre a Pechino 2008..

## Palmarès
- Giochi olimpici estivi

Pechino 2008: bronzo nel concorso a squadre.
- Campionati mondiali di ginnastica artistica

2001 - Gand: argento nel concorso a squadre.
2003 - Anaheim: argento nel concorso a squadre.
- Giochi panamericani

1999 - Winnipeg: argento nel concorso a squadre.